# Max Heinzer
Max Heinzer (ur. 7 sierpnia 1987 w Lucernie) – szwajcarski szermierz, wielokrotny medalista mistrzostw świata. 
Do 17. roku życia ćwiczył floret i szpadę, po czym wybrał szpadę. W 2007 roku zdobył srebro drużynowo na mistrzostwach świata juniorów w Belek.
Podczas mistrzostw świata w Katanii w 2011 roku Szwajcarzy w składzie: Fabian Kauter, Max Heinzer, Benjamin Steffen i Florian Staub zdobyli brązowy medal w zawodach drużynowych. W tej samej konkurencji zdobywał następnie złoto na mistrzostwach świata w Wuxi (2018), srebro na mistrzostwach świata w Lipsku (2017) oraz brąz na mistrzostwach świata w Kazaniu (2014), mistrzostwach świata w Moskwie (2015) i mistrzostwach świata w Budapeszcie (2019).
Wystartował na igrzyskach olimpijskich w Londynie w 2012 roku, gdzie indywidualnie odpadł w drugiej rundzie. Na rozgrywanych cztery lata później igrzyskach olimpijskich w Rio de Janeiro był szósty drużynowo i siódmy indywidualnie. Brał też udział w igrzyskach olimpijskich w Tokio w 2020 roku, zajmując trzynaste miejsce indywidualnie i ósme drużynowo.
Zdobył srebrny medal w turnieju drużynowym na mistrzostwach Europy w Płowdiwie (2009). W tej samej konkurencji zdobył także złote medale na mistrzostwach Europy w Legnano (2012), mistrzostwach Europy w Zagrzebiu (2013) i mistrzostwach Europy w Strasburgu (2014) i brązowy na mistrzostwach Europy w Montreux (2015). Ponadto zdobywał medale indywidualnie: srebro na mistrzostwach Europy w Montreux (2015) i mistrzostwach Europy w Toruniu (2016) oraz brąz na mistrzostwach Europy w Sheffield (2011), mistrzostwach Europy w Legnano (2012), mistrzostwach Europy w Strasburgu (2014) i mistrzostwach Europy w Antalyi (2022).
Ponadto zdobył drużynowo srebrny medal na igrzyskach europejskich w Krakowie (2023).
Jest wielokrotnym mistrzem Szwajcarii. W marcu 2013 roku zajął pierwsze miejsce w rankingu FIE.
Jego brat Michael Heinzer i siostra Martina Heinzer również zostali szermierzami.

## Osiągnięcia

### Mistrzostwa świata w szermierce
- Srebrny medal w zawodach drużynowych 2017 roku w Lipsku,
- Brązowy medal w zawodach drużynowych w 2015 roku w Moskwie,
- Brązowy medal w zawodach drużynowych w 2014 roku w Kazaniu,
- Brązowy medal w zawodach drużynowych w 2011 roku w Katanii.

### Mistrzostwa Europy w szermierce
- Złoty medal w zawodach drużynowych w 2014 roku w Strasburgu,
- Złoty medal w zawodach drużynowych w 2013 roku w Zagrzebiu,
- Złoty medal w zawodach drużynowych w 2012 roku w Legnano,
- Srebrny medal w zawodach indywidualnych w 2016 w Toruniu,
- Srebrny medal w zawodach indywidualnych w 2015 roku w Montreux,
- Srebrny medal w zawodach drużynowych w 2009 roku w Płowdiwie,
- Brązowy medal w zawodach drużynowych w 2015 roku w Montreux,
- Brązowy medal w zawodach indywidualnych w 2014 roku w Strasburgu,
- Brązowy medal w zawodach indywidualnych w 2012 roku w Legnano,
- Brązowy medal w zawodach indywidualnych w 2011 roku w Sheffield,

### Mistrzostwa Szwajcarii w szermierce
- Złoty medal – indywidualny mistrz Szwajcarii 2013 w szpadzie,
- Złoty medal – drużynowy mistrz Szwajcarii 2013 w szpadzie,
- Złoty medal – indywidualny Mistrz Szwajcarii 2012 w szpadzie,
- Złoty medal – drużynowy mistrz Szwajcarii 2011 w szpadzie,
- Złoty medal – indywidualny mistrz Szwajcarii 2010 w szpadzie,
- Złoty medal – drużynowy mistrz Szwajcarii 2010 w szpadzie,
- Srebrny medal – drużynowy wicemistrz Szwajcarii 2012 w szpadzie[26][27].